# Мстув (Сілезьке воєводство)
Мстув (пол. Mstów) — село в Польщі, у гміні Мстув Ченстоховського повіту Сілезького воєводства.
Населення — 1783 особи (2011).
У 1975-1998 роках село належало до Ченстоховського воєводства.

## Демографія
Демографічна структура станом на 31 березня 2011 року:
|          | Загалом | Допрацездатний вік | Працездатний вік | Постпрацездатний вік |
| -------- | ------- | ------------------ | ---------------- | -------------------- |
| Чоловіки | 881     | 168                | 636              | 77                   |
| Жінки    | 902     | 143                | 560              | 199                  |
| Разом    | 1783    | 311                | 1196             | 276                  |